# Islam i Finland
Muslimerna i Finland var få fram till den ökade invandringen från 1990-talet framåt. Muslimerna var ett tusental 1990, i huvudsak tatarer, år 2017 var de uppskattningsvis 65 000–70 000, en dryg procent av befolkningen.
Den första stora gruppen muslimer i Finland var tatarer och basjkirer i den invaderande ryska armén som 1809 intog Finland. De förlades på fästningen Sveaborg utanför Helsingfors och fick 1836 sin egen imam.
Mellan 1870 och 1920 slog sig ytterligare tatarer ner i Helsingforsregionen för att idka handel. 1925, ett par år efter att religionsfrihet införts i Finland, grundade tatarerna den Finländska muslimska församlingen, Suomen Islam-seurakunta. Denna finns fortfarande och tillåter bara de ca 800 finländarna med tatariskt ursprung som församlingsmedlemmar.
Sedan 1960-talet har flyktingar och invandrare från Turkiet, Somalia och Mellanöstern bidragit till att den muslimska minoriteten i Finland växt. Ett antal moskéer har byggts i landet, varav de flesta i huvudstadsregionen. Ett hundratal infödda finländare hade konverterat 2010. Sedan 1987 är dessa organiserade i Finlands islamska sällskap, Suomen Islamilainen Yhdyskunta. Antalet konverterade har sedermera ökat till tusentals.
Islam är den mest kritiserade religionen i Finland, vad gäller hederskoder, moskéer, kulturcenter, slöjor och böneutropare. Tatarerna lyckades väl med integrationen i det finländska samhället; de har traditionellt varit relativt högt utbildade och välbärgade, och samhälleligt aktiva. Den första större muslimska invandrargruppen var somalierna, som kom under 1990-talets depression, vilken försvårade mot dem riktade fördomar. Numera utgör muslimerna i Finland en mycket heterogen grupp, också om fördomar mot dem ofta gäller kollektivt. Av stora i huvudsak muslimska invandrargrupper vid sidan av somalierna kan nämnas araber, kurder, turkar, bosnier, iranier och Kosovoalbaner.
Muslimerna i Finland är spridda i många olika gemenskaper, varav bara en del är registrerade som religiösa samfund. Detta gör det svårt att uppskatta antalet muslimer i Finland. Man har inte lyckats samla samfunden under någon gemensam takorganisation; Suomen islamilainen neuvosto och Islamic Federation of Finland samlar bara en del av dem, inte ens alla stora.